# 小行星9564
小行星9564（英語：9564 Jeffwynn）是一颗围绕太阳公转的小行星。1987年9月26日，卡罗琳·舒梅克、尤金·舒梅克在帕洛马山发现了此天体。
这颗小行星的绝对星等为121.30699等。